# ماريا كايتانو
ماريا كايتانو (بالبرتغالية: Maria Caetano‏) هي فارسة سباق برتغالية، ولدت في 7 نوفمبر 1986.

## وصلات خارجية
- ماريا كايتانو على موقع الاتحاد الدولي للفروسية (الإنجليزية)
- ماريا كايتانو على موقع FEI (رابط بديل) (الإنجليزية)
- ماريا كايتانو على موقع أوليمبيديا (الإنجليزية)